# 蔡仙圳石刻
蔡仙圳石刻，位于中国广东省梅州市大埔县百侯旧寨，为梅州市大埔县的一个县级文物保护单位，类型为石窟寺及石刻，公布时间为1985年4月。
蔡仙圳石刻的历史年代为宋代。